# همیلتون استاندارد
همیلتون استاندارد (انگلیسی: Hamilton Standard) شرکت هوافضای آمریکایی است، که در سال ۱۹۲۹ تأسیس شد.